# Oospila arycanda
Oospila arycanda är en fjärilsart som beskrevs av Druce 1892. Oospila arycanda ingår i släktet Oospila och familjen mätare. Inga underarter finns listade i Catalogue of Life.